# Borough of Slough
Borough of Slough är en enhetskommun i Berkshire i England, Storbritannien. Kommunen har 159 182 invånare (2022). Den består av staden Slough, 30 km väster om centrala London. 
Större delen av kommunen är inte indelad i civil parishes. Undantag är de mindre områdena Britwell, Colnbrook with Poyle och Wexham Court.